# リングマガジン ファイター・オブ・ザ・イヤー
リングマガジンのファイター・オブ・ザ・イヤー (Fighter of the year) は、アメリカ合衆国のボクシング雑誌『リングマガジン』が1928年から選定・表彰する年間最優秀選手賞である。

## ファイター・オブ・ザ・イヤー

### 1920年代
- 1928年 -  ジーン・タニー
- 1929年 -  トミー・ローラン

### 1930年代
- 1930年 -  マックス・シュメリング
- 1931年 -  トミー・ローラン（2度目）
- 1932年 -  ジャック・シャーキー
- 1933年 - なし
- 1934年 -  トニー・カンゾネリ /  バーニー・ロス
- 1935年 -  バーニー・ロス（2度目）
- 1936年 -  ジョー・ルイス
- 1937年 -  ヘンリー・アームストロング
- 1938年 -  ジョー・ルイス（2度目）
- 1939年 -  ジョー・ルイス（3度目）

### 1940年代
- 1940年 -  ビリー・コン
- 1941年 -  ジョー・ルイス（4度目）
- 1942年 -  シュガー・レイ・ロビンソン
- 1943年 -  フレッド・アポストリ
- 1944年 -  ボー・ジャック
- 1945年 -  ウィリー・ペップ
- 1946年 -  トニー・ゼール
- 1947年 -  ガス・レスネビッチ
- 1948年 -  アイク・ウィリアムス
- 1949年 -  イザード・チャールズ

### 1950年代
- 1950年 -  イザード・チャールズ（2度目）
- 1951年 -  シュガー・レイ・ロビンソン（2度目）
- 1952年 -  ロッキー・マルシアノ
- 1953年 -  カール・ボボ・オルソン
- 1954年 -  ロッキー・マルシアノ（2度目）
- 1955年 -  ロッキー・マルシアノ（3度目）
- 1956年 -  フロイド・パターソン
- 1957年 -  カーメン・バシリオ
- 1958年 -  インゲマル・ヨハンソン
- 1959年 -  インゲマル・ヨハンソン（2度目）

### 1960年代
- 1960年 -  フロイド・パターソン（2度目）
- 1961年 -  ジョー・ブラウン
- 1962年 -  ディック・タイガー
- 1963年 -  モハメド・アリ
- 1964年 -  エミール・グリフィス
- 1965年 -  ディック・タイガー（2度目）
- 1966年 -  モハメド・アリ（2度目・当初は授与されていなかったが、2016年に遡って授与された）
- 1967年 -  ジョー・フレージャー
- 1968年 -  ニノ・ベンベヌチ
- 1969年 -  ホセ・ナポレス

### 1970年代
- 1970年 -  ジョー・フレージャー（2度目）
- 1971年 -  ジョー・フレージャー（3度目）
- 1972年 -  モハメド・アリ（3度目） /  カルロス・モンソン
- 1973年 -  ジョージ・フォアマン
- 1974年 -  モハメド・アリ（4度目）
- 1975年 -  モハメド・アリ（5度目）
- 1976年 -  ジョージ・フォアマン（2度目）
- 1977年 -  カルロス・サラテ
- 1978年 -  モハメド・アリ（6度目）
- 1979年 -  シュガー・レイ・レナード

### 1980年代
- 1980年 -  トーマス・ハーンズ
- 1981年 -  シュガー・レイ・レナード（2度目） /  サルバドル・サンチェス
- 1982年 -  ラリー・ホームズ
- 1983年 -  マービン・ハグラー
- 1984年 -  トーマス・ハーンズ（2度目）
- 1985年 -  マービン・ハグラー（2度目） /  ドナルド・カリー
- 1986年 -  マイク・タイソン
- 1987年 -  イベンダー・ホリフィールド
- 1988年 -  マイク・タイソン（2度目）
- 1989年 -  パーネル・ウィテカー

### 1990年代
- 1990年 -  フリオ・セサール・チャベス
- 1991年 -  ジェームズ・トニー
- 1992年 -  リディック・ボウ
- 1993年 -  マイケル・カルバハル
- 1994年 -  ロイ・ジョーンズ・ジュニア
- 1995年 -  オスカー・デ・ラ・ホーヤ
- 1996年 -  イベンダー・ホリフィールド（2度目）
- 1997年 -  イベンダー・ホリフィールド（3度目）
- 1998年 -  フロイド・メイウェザー・ジュニア
- 1999年 -  ポーリー・アヤラ

### 2000年代
- 2000年 -  フェリックス・トリニダード
- 2001年 -  バーナード・ホプキンス
- 2002年 -  バーノン・フォレスト
- 2003年 -  ジェームズ・トニー（2度目）
- 2004年 -  グレンコフ・ジョンソン
- 2005年 -  リッキー・ハットン
- 2006年 -  マニー・パッキャオ
- 2007年 -  フロイド・メイウェザー・ジュニア（2度目）
- 2008年 -  マニー・パッキャオ（2度目）
- 2009年 -  マニー・パッキャオ（3度目）

### 2010年代
- 2010年 -  セルヒオ・マルチネス
- 2011年 -  アンドレ・ウォード
- 2012年 -  ファン・マヌエル・マルケス
- 2013年 -  アドニス・ステベンソン
- 2014年 -  セルゲイ・コバレフ
- 2015年 -  タイソン・フューリー
- 2016年 -  カール・フランプトン
- 2017年 -  ワシル・ロマチェンコ
- 2018年 -  オレクサンドル・ウシク
- 2019年 -  サウル・アルバレス

### 2020年代
- 2020年 -  タイソン・フューリー（2度目）/  テオフィモ・ロペス
- 2021年 -  サウル・アルバレス（2度目）
- 2022年 -  ディミトリー・ビボル
- 2023年 -  井上尚弥